# الدوري الإنجليزي لكرة القدم 1906–07
الدوري الإنجليزي لكرة القدم 1906–07 (بالإنجليزية: 1906–07 Football League)‏ هو موسم من دوري كرة القدم الإنجليزي. فاز فيه نيوكاسل يونايتد.